# Ion Testemițanu
Ion Testimiţanu (ur. 27 kwietnia 1974 w Kiszyniowie) – były mołdawski piłkarz, grający na pozycji obrońcy. Rozegrał 4 mecze w Eliminacjach do Mistrzostw Świata w 2008.